# 越南槐
越南槐（学名：Sophora tonkinensis），为豆科槐属下的一个植物种。种加名 tonkinensis 意为越南“东京的”。

## 特性
越南槐为灌木，有时为攀援状。生长在石山或石灰岩山地的灌木林中。分布于广西、云南、贵州惠水、安顺、关岭、安龙、贞丰、荔波等地，南北部也有分布。它也是一种中药，可用于清热解毒，消肿利咽。

## 外部連結
- 山豆根 Shandougen 中藥材圖像數據庫 (香港浸會大學中醫藥學院) （中文）（英文）
- 氧化苦參堿 Oxymatrine （页面存档备份，存于） 中草藥化學圖像數據庫 (香港浸會大學中醫藥學院) （中文）（英文）
- 苦參堿 Matrine （页面存档备份，存于） 中草藥化學圖像數據庫 (香港浸會大學中醫藥學院) （中文）（英文）